# Menandro
Menandro, figlio di Diopite del demo di Cefisia (in greco antico: Μένανδρος?, Ménandros; 342 a.C. circa – 291 a.C. circa), è stato un commediografo e aforista greco antico, considerato il maggiore esponente della commedia nuova.

## Biografia
Menandro, figlio di Diopite e di Egestrata, sarebbe stato allievo di Teofrasto e compagno di efebia di Epicuro. Probabilmente proprio tramite loro, Menandro entrò in contatto con Demetrio Falereo, consolidando con lui un'amicizia che, secondo le fonti, gli procurò qualche problema politico dopo che Demetrio Poliorcete lo ebbe rovesciato nel 307.
Menandro esordì nel teatro nel 321 circa, e nel decennio seguente si affermò come prolifico commediografo. Sebbene autore di poco più di cento commedie (l'esatto numero non è noto), ebbe poca fortuna in vita: vinse, infatti, solo otto volte gli agoni comici.
Mosse quindi i primi passi nel mondo del teatro ad Atene, settant'anni dopo la morte di Aristofane. La società greca aveva in quel lasso di tempo subito cambiamenti di portata storica enorme: vivendo in un periodo in cui la polis e la sua centralità egemonica erano divenuti un mero ricordo del passato, per il commediografo ateniese è difficile riprendere i temi di una commedia farsesca e satirica in termini politici, l'Ellenismo era un periodo in cui il ruolo predominante dell'intellettuale non si concretizzava nella partecipazione attiva alla vita politica in senso stretto, bensì nell'intrattenimento di un pubblico elitario e selezionato.
La produzione menandrea, quindi, mal si adatta all'interesse politico, bensì intende attuare un'indagine sull'uomo, non attraverso il lanternino di Diogene, ma attraverso uno squarcio nel quotidiano da cui possiamo tutti noi trarre i tratti più veri e autentici dell'individuo comune, «uno dei tanti», che costituisce però la quasi totalità del genere umano.
Cacciato Falereo, Menandro riuscì a evitare di essere processato grazie all'intercessione di Telesforo, un cugino di Demetrio Poliorcete, nuovo signore di Atene. Rimase sempre legato ad Atene, città che non abbandonò mai, nonostante gli fossero state offerte occupazioni in molte corti di sovrani, tra cui quella del re d'Egitto Tolomeo I e quella macedone. Alcuni giustificano questa scelta con la probabile relazione tra Menandro e un'etera di nome Glicera, ma la reale esistenza di questo legame è stata messa fortemente in dubbio.
Menandro morì intorno al 291, secondo alcuni annegando mentre nuotava nelle acque del Pireo, presso Atene. Un passo di Pausania sostiene che la tomba del commediografo si trovava sulla via che dalla città conduceva al porto.

## Commedie
Di Menandro erano note nell'antichità 105 commedie, solo 8 delle quali avevano riportato la vittoria negli agoni drammatici ateniesi. Nei manoscritti, invece, erano giunte solo le Sentenze, una raccolta di aforismi di saggezza popolare dalle sue commedie, tutte in un solo verso (monostiche), sulle donne, l'amicizia, l'educazione, la fortuna.
Le opere di Menandro a noi note per intero sono solo due:
- Il misantropo, rappresentata nel 316 a.C.
- La donna di Samo, sostanzialmente completa (ne manca meno di un quinto)

La conoscenza di Menandro dipende esclusivamente dalle scoperte papiracee del Novecento, tra cui spiccano un papiro del Cairo e il codice Bodmer, pubblicato nel 1959. Altri papiri hanno tramandato l'Aspis (Lo scudo; pervenuta per circa una metà); gli Epitrepontes (L'arbitrato; pervenuta in gran parte); il Misoumenos (L'odiato); la Perikeiromene (La donna tosata).
Di altri drammi restano frammenti più o meno lunghi; fra di essi Il detestato, Il due volte ingannatore e La donna di Perinto.

## Il mondo poetico e concettuale di Menandro

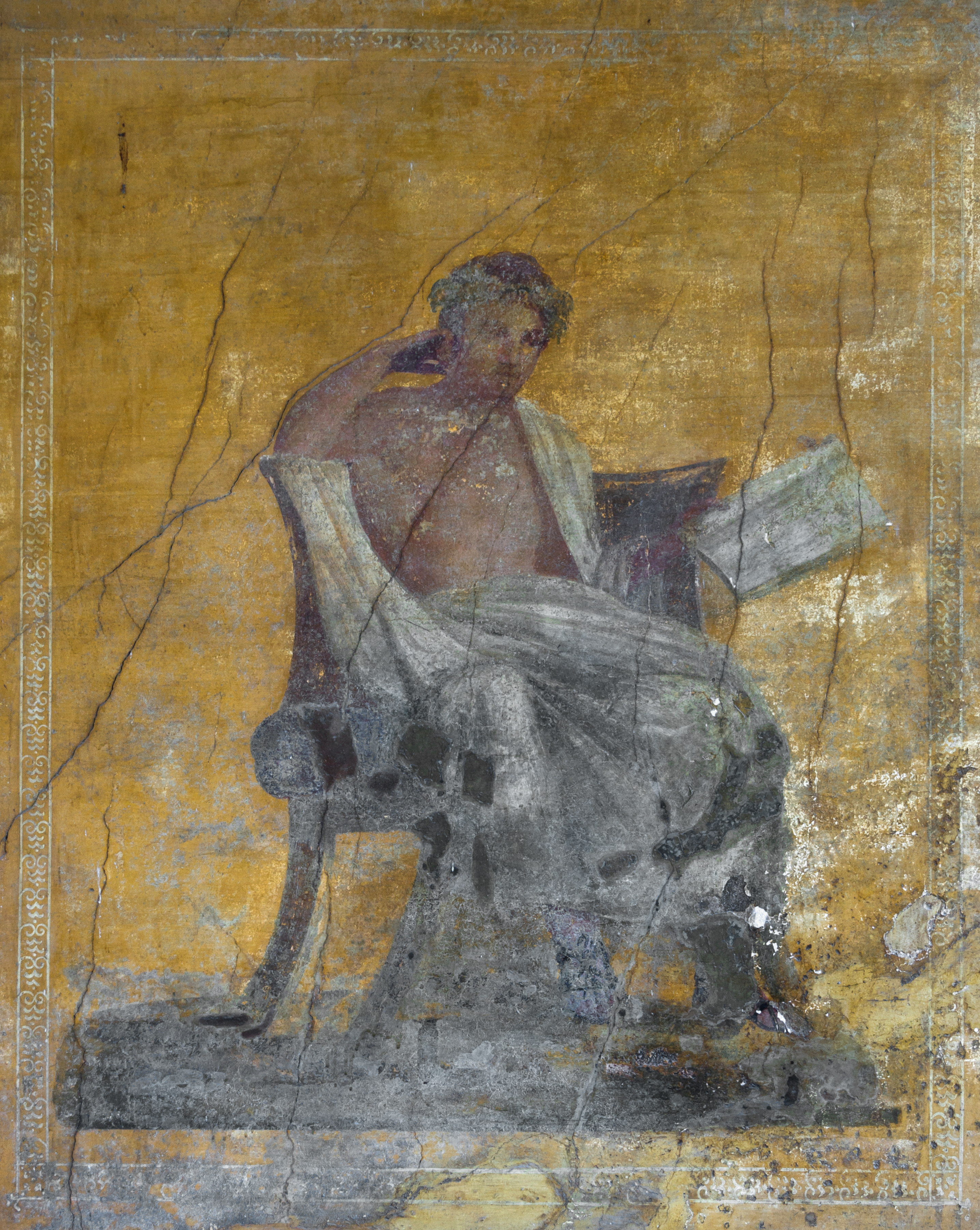
Ritratto del poeta che ha dato il nome alla Casa del Menandro a Pompei

### Umorismo e pensiero
Menandro è un comico molto sottile: non genera momenti di pura ilarità, ma sorrisi, tramite un senso dell'umorismo che coinvolge lo spettatore, mettendo in risalto i caratteri veri dell'individuo e non è usato necessariamente per prendere in giro il personaggio in questione.
Un esempio è dato dallo Scudo, in cui è fatto risaltare – soprattutto all'inizio – l'avarizia del vecchio Smicrine che, di fronte alla notizia – che poi si rivelerà fasulla – della morte del nipote Cleostrato, accenna molto più interesse al bottino accumulato e portato in patria dal fedele servo Damo piuttosto che alla descrizione del fatto e al pathos dell'evento.
SMICRINE: Seicento aurei stateri, hai detto?»
(Aspis, vv. 72–83, con tagli)
Si può, dunque, notare che la funzione «derisoria» è praticamente assente: benché il momento comico ci sia, lo spettatore non può che trovare la condotta del vecchio molto immorale, che in questo contesto così diverso dalla vita di tutti i giorni risalta nettamente.
Questa caratteristica fondamentale del teatro menandreo era stata teorizzata precedentemente da Aristotele nella sua Poetica. Il filosofo afferma che la commedia – a differenza della tragedia, con cui condivide il senso della μίμησις (mimesis) – culmina non nella catarsi (κάθαρσις, katharsis), bensì nel ridicolo (γελοῖον, ghelóion). Il ridicolo che non ride delle disgrazie altrui, ma solo di una certa tipologia di persone che – in un modo o nell'altro – se la meritano. Chi viene messo alla berlina non è certo il servo Davo, l'etera Criside (Σαμία) o il ricco Sostrato (Δύσκολος), i quali sono i modelli positivi delle vicende, ma l'avaro, il misantropo e l'iroso, i cui comportamenti deplorevoli vengono in qualche modo «esorcizzati» attraverso la funzione apotropaica ed etica del riso. In qualche modo, tutto si potrebbe semplificare con «non comportarti come lui, o ti ricoprirai di ridicolo».
All'interno della vicenda vi sono molti intrecci, causati molto spesso da incomprensioni. L'esempio più notevole è dato dalla Samia, in cui il figlio di Moschione viene attribuito, da parte di madre, all'etera Criside, che conduce inevitabilmente alla cacciata della donna dalla casa del proprio innamorato. Tale struttura confusa richiama un altro concetto fondamentale: quello della Τύχη. Nelle vicende delle commedie, non vi è un ordine razionale delle cose, perché tutto è dettato dal caso. Ogni tentativo per risolvere le difficoltà e sciogliere l'intreccio è destinato a fallire o a non avere alcun riscontro, perché il Caso o crea ulteriore confusione - una parola che viene equivocata dal pensiero umano che è facilmente fallace - o scioglie la vicenda in un modo che nessuno si era aspettato: la caduta in un pozzo (Δύσκολος) o il ritorno inaspettato di un individuo creduto morto (Ἀσπίς). Non è una coincidenza, quindi, che sempre nell'Aspís è la Sorte stessa a rivelare il lieto risvolto della vicenda. Il concetto di Τύχη non è quindi negativo, perché ogni commedia ha un lieto fine, né tende a screditare la ragione umana. Menandro vuole solo far intendere che nella realtà non c'è nulla di certo, che anche nelle vicende più comuni può accadere di tutto: perciò, più che indagare il trascendente o esercitare l'ingegno in eventi più grandi di lui, si dovrebbe tendere ad esaminare l'uomo e la sua natura (e ciò coincide non solo con il pensiero ellenistico, ma anche con quello sofistico, che proliferava in quegli anni).
Menandro rappresenta nelle commedie un uomo autentico e comune, con i suoi pregi e difetti. Questi ultimi vengono (come abbiamo già avuto modo di dire) amplificati. Il commediografo sperimenta la reazione di questi caratteri e di questi uomini a diverse situazioni, mostrandoci come un individuo di quel genere avrebbe provato e vissuto quell'evento. Tuttavia, l'indagine non è completa, poiché gran parte delle vicende sono avulse da una serenità generale, in cui il sentimento più forte è la tristezza per la morte di un caro, per cui mancano quei grandi sentimenti che sconvolgono l'uomo.
Il commediografo ateniese evidenzia ed auspica il sentimento di unione, fratellanza e amicizia tra gli uomini, i quali non devono combattersi tra di loro o odiarsi per il proprio pensiero, la patria di origine o la condizione sociale. Nelle commedie di Menandro, il ricco e il povero (basti vedere Demea e Nicerato nella Samia o Sostrato e Gorgia nel Dyskolos), il servo e il padrone (Davo e Cleostrato nell'Aspis) sono messi sullo stesso piano umano, ognuno di loro ha pari dignità e libertà di pensiero. Vi è anche il rispetto nei confronti delle opinioni altrui, come dice anche Cnemone nella parte risolutiva del Dyskolos:
(Dyskolos, v. 735)

### Menandro e Aristofane
La commedia menandrea, che influenzerà molto la comicità latina e posteriore, rompe inevitabilmente con la struttura delle commedie aristofanee, soprattutto per motivi sociali. Per comprendere appieno le differenze si deve però distinguere gli ambiti concettuali che le caratterizzano.

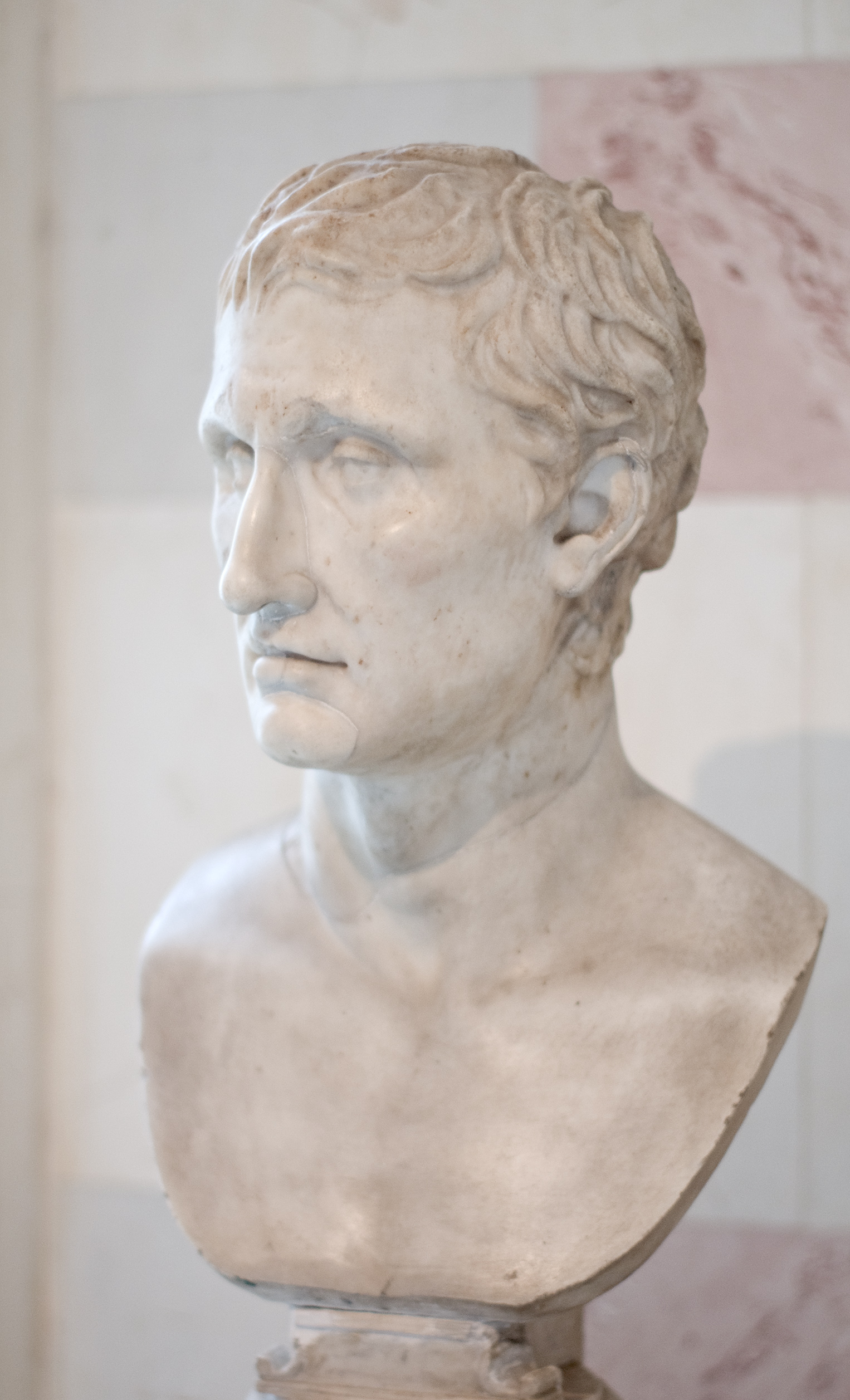
Busto di Menandro

In primo luogo, la funzione del teatro. Se, infatti, in Aristofane il teatro esaltava e promuoveva i valori civili della polis e attaccava e metteva alla berlina gli avversari politici, in Menandro serve per un'indagine sociale o per il diletto degli spettatori ed è priva, inevitabilmente, di quella invettiva politica.
Nel teatro di Aristofane l'eroe comico si presenta nella scena come unico e indiscusso protagonista della vicenda, prevaricatore e portavoce della sua idea che è superiore rispetto alle altre: tutto è subordinato al suo pensiero, e persino gli altri personaggi sono utili solo per farne risaltare ulteriormente la passionalità e il carattere. Per esempio nella Pace il contadino Trigeo libera di sua mano - o meglio, con l'appoggio del coro, mancante nella commedia di Menandro - la Pace, reclusa da Πόλεμος (Pòlemos, prosopopea della Guerra), riportando la concordia tra Atene e Sparta (ricordiamo che questa commedia viene scritta e pubblicata nel periodo della guerra del Peloponneso). E quando, tornato in patria vincitore, trova ancora chi traeva giovamento dalla guerra - il venditore di armi, ad esempio - Trigeo lo scredita e lo convince a trovare altra occupazione.
Insomma, è il protagonista stesso che risolve la situazione, la quale non è affatto intrecciata e dettata dal caso come sarà in Menandro. In contrapposizione alla Τύχη (Týche, cioè la Fortuna, nel senso del Caso), vi è invece un ordine razionale degli avvenimenti e delle cose, che coincidono strumentalmente con l'idea intesa dall'autore e protratta con passionalità dall'eroe comico.
Sostanzialmente la commedia di Aristofane aveva lo stesso pubblico della tragedia, e di questa parodiava aspetti e stili. La tragedia infatti era un teatro destinato alla popolazione intera (o quasi), e quindi la sua parodia sfruttava in pieno gli stessi strumenti, primo fra tutti il coro. Durante il periodo ellenistico però la tragedia va scemando, e il commediografo non può più appoggiarsi alla sua parodia, ma deve costruire uno stile adatto al nuovo pubblico. Il complesso degli spettatori di Menandro non è quindi riconoscibile nel popolo (inteso in tutte le sue parti), bensì in una ristretta cerchia elitaria di aristocratici e (soprattutto) altoborghesi. Questo pubblico "alto" vuole commedie dai toni temperati e soprattutto vuole temi familiari, e così Menandro narra di eventi che spesso si esplicano nelle mura familiari, in contesti domestici (per dirla alla greca quel micro-cosmo che è l'οἶκος òikos, la casa), e in cui alla fine tutto torna alla normalità (spesso tramite l'agnizione, quel procedimento per cui ad esempio la cortigiana di cui si è innamorato il protagonista si scopre essere di nobile stirpe, permettendo quindi l'amore, e il matrimonio, nel pieno della legalità etico-morale).
Come si è visto, la concezione stessa della comicità, e le basi sociopolitiche su cui si costruisce, differisce enormemente fra Menandro e Aristofane. Nella critica quest'ultimo non concede pietà: chi è in antitesi con il suo eroe (come personaggio, come figura o come idee) viene screditato e (spesso) umiliato di fronte agli occhi della città intera. Ne Le nuvole la scuola socratica è rappresentata come un pensatoio di personaggi stravaganti, truffatori e buffoni che utilizzano l'arte della parola per raggiungere i propri scopi. Non vi è quella distaccata, pacata ed elegante ironia presente in Menandro, quel riso apotropaico che scaccia le preoccupazioni con la calma di chi sa che andrà tutto a finire bene, piuttosto un'enfatizzazione di quello che dal comico viene considerato "dannoso" (la guerra ne La Pace, il pensiero di Socrate che Aristofane riteneva destabilizzante per l'educazione dei giovani ne Le nuvole) che serve a rimediare alla situazione o a spingere la comunità intera a prendere dei provvedimenti, come fa appunto Strepsiade, protagonista de Le nuvole, con un grande rogo.
In Menandro non ci sono eroi, non ci sono quelli che con la loro passionalità risolvono i problemi. Anzi, le passioni vengono viste come un pericolo per la tranquillità dell'animo, come un furor (in latino furore appunto, nel senso peggiore che gli si possa dare) che sconvolge la serenità di un organismo fragile come quello della famiglia (basti vedere cosa comporti l'ira di Demea nella Samia); questo coincide anche con altri pensieri dell'epoca, quali l'epicureismo, il cui fondatore, commilitone di Menandro, operava ad Atene contemporaneamente a lui. All'eroe comico Aristofanesco viene quindi contrapposto "uno dei tanti" (in greco τῶν πολλῶν τις ὦν, ton pollòn tis hon), che vuole trascorrere la propria vita in serenità con i propri cari esercitando la φιλία (philìa, il valore dell'amicizia e dell'amore umano, simile al rapporto di filantropia cristiano) nei confronti del prossimo che lo circonda.

### Influenza sul teatro e sulla letteratura
Seppure non direttamente, Menandro influenzò notevolmente non solo (e non tanto) il teatro, quanto piuttosto le riflessioni morali e moralistiche.
Primo, ovvio, esempio fu l'influsso sul teatro latino. Plauto e Terenzio presentano diverse analogie con il modello greco a cui si sono abbondantemente ispirati, basti vedere che tutte le loro produzioni sono molto simili a quelle di Menandro in fatto di trama e di intreccio. Sono sempre presenti i tipici topoi quali l'innamoramento contrastato, lo scambio di persona, il riconoscimento, il ritorno di una persona dopo tanto tempo che scioglie tutta la matassa, il lieto fine che culmina con il matrimonio. Alcune commedie, poi, riprendono addirittura gli stessi personaggi: un esempio è dato dall'avaro nell'Aulularia che viene ripreso dall'Aspis. Il concetto di Τυχη è predominante in tutti e tre gli autori e l'interesse per una realtà comune quali la famiglia è un altro aspetto utilizzato comunemente.
Ma in una società come quella romana, non tutti i concetti possono essere ripresi appieno; per lo più potrebbero essere simili o molto vicini, ma non equivalenti. Plauto non riprende l'indagine psicologica o i riferimenti alle dottrine epicuree, né tanto meno ripone quella speranza nel genere umano che aveva proposto Menandro o esamina l'uomo quale è. Plasma le commedie, semmai, per proporle agli uomini vissuti in un periodo storico differente e per renderle più congeniali al suo pensiero.
Terenzio, invece, è più vicino a Menandro perché riprende il concetto di filantropia, dal latino chiamato humanitas (Homo sum, humani nihil a me alienum puto). Ma se Terenzio promuove questo concetto a una ristretta élite - mentre il resto delle persone compie volenterosamente il male e tenta di distruggere i valori avvalorati dal commediografo - Menandro lo ripropone all'umanità intera, in cui ha fiducia e spera, sogna che essa potrà un giorno trovare quella concordia che, con l'impero di Alessandro Magno, ha raggiunto almeno in parte.
Ad esempio, anche in ambito cristiano, l'apostolo Paolo nella Prima Lettera ai Corinzi cita Menandro per la massima "Una brutta compagnia corrompe un buon carattere", che probabilmente deriva da un luogo simile in Euripide.